# Clarias theodorae
Clarias theodorae är en fiskart som beskrevs av Weber, 1897. Clarias theodorae ingår i släktet Clarias och familjen Clariidae. IUCN kategoriserar arten globalt som livskraftig. Inga underarter finns listade i Catalogue of Life.